# Ябло, Стефан
Сте́фан Я́бло (англ. Stephen Yablo) — американский философ, специалист по философии логики, философии сознания, метафизике и философии языка. Создатель парадокса Ябло.

## Биография
Родился в Торонто в еврейской семье. Его отец Сол Ябло эмигрировал в Канаду в 1933 году из Ломжи, мать Глория Херман происходила из семьи эмигрантов из Румынии.
В 1979 году получил бакалавра естественных наук по математике и философии в Торонтском университете.
В 1980 году получил магистра гуманитарных наук по философии в Пунском университете.
В 1986 году получил доктора философии в Калифорнийском университете в Беркли.
В 1986—1992 годах — старший преподаватель, в 1992—1998 годах адъюнкт-профессор кафедры философии Мичиганского университета.
В 1998—2001 годах — адъюнкт-профессор, 2001—2018 годах — профессор, с 2012 года — профессор философии имени Дэвида В. Скиннера кафедры лингвистики и философии Массачусетского технологического института. В 2004—2008 годах — заведующий кафедрой.
В 2012 стал членом Американской академии искусств и наук. Среди отличий: Sanders Lecture (2024).
Жена — Салли Хаслангер фордовский профессор философии Массачусетского технологического института. Имеет двоих детей.

## Научная деятельность

### Парадокс Ябло
В 1993 опубликовал «Парадокс Ябло»: пример парадокса лжеца, не содержащего самореференции:
Возьмём бесконечное число утверждений:
- (S1): для всех k > 1, Sk есть ложь
- (S2): для всех k > 2, Sk есть ложь
- (S3): для всех k > 3, Sk есть ложь

В частности, следует обратить особое внимание на тот факт, что каждое утверждение ничего не говорит о своей собственной истинности или ложности, даже косвенным способом, так как оно утверждает что-то лишь об утверждениях с большими номерами, и для всех них это тоже верно.
Возьмём любое утверждение Sk. Ложно оно или истинно? Предположим, что истинно. Тогда Sk+1, Sk+2 итд. все ложны. Но ложность Sk+2, Sk+3, и т. д. — как раз то, что утверждает Sk+1. Поэтому получаем противоречие: с одной стороны Sk+1 ложно (прямое следствие истинности Sk), с другой стороны истинно (прямо следствие ложности Sk+2, Sk+3, Sk+n). Раз мы достигли противоречия, значит, наше предположение было неверным, и Skна самом деле ложно. Это верно для любого k.

### Другие работы
Ряд статей по философии сознания, философии языка и метафизике широко обсуждались в научных кругах. В 2012 году стал приглашенным лектором Оксфордского университета на ежегодных философских лекциях Джона Локка
Лекциях Джона Локка
. На основе их материала была написана книга «Aboutness», о которой Адам Мортон, профессор университета Британской Колумбии, писал: «Это важная и многообещающая книга, которую философы будут обсуждать ещё очень долго».
В последнее время привлек внимание своими работами в философии математики.

### Книги
- Thoughts: Papers on Mind, Meaning, and Modality (Oxford University Press, 2009)
- Things: Papers on Objects, Events, and Properties (Oxford University Press, 2010)
- Stephen Yablo, Aboutness, Princeton University Press, 2014, 221 pp., ISBN 9780691144955.

### Статьи
- "Carnap’s Paradox and Easy Ontology, " Journal of Philosophy 2015
- "Parts and Differences, " Philosophical Studies, published online Jan 2015
- "Explanation, Extrapolation, and Existence, " MIND 121 (484): 1007—1029 (2012)
- "A Problem about Permission & Possibility, " in Egan & Weatherson, Epistemic Modality (Oxford 2011)
- "Carving Content at the Joints, " Canadian Journal of Philosophy, supp. volume 34 (2011)
- "Permission and (So-Called Epistemic) Possibility, " in Hale and Hoffman (eds.) Modality (Oxford 2010)
- «Must Existence-Questions Have Answers?» in Chalmers et al (eds.), Metametaphysics (Oxford 2009)
- "Non-Catastrophic Presupposition Failure, " in A. Byrne and J. Thomson, Content & Modality (Oxford 2006)
- "No Fool’s Cold: Notes on Illusions of Possibility, " in Garcia-Carpintero et al. 2-D Semantics (Oxford, 2006)
- "Circularity & Paradox, " in T. Bolander, V. F. Hendricks, & S. A. Pedersen, ed. Self-Reference (CSLI Press, 2006)
- "The Myth of the Seven, " in M. Kalderon, ed. Fictionalism in Metaphysics (Oxford, 2005)
- "Advertisement for a Theory of Causation, " in Collins, Hall, & Paul, Causation & Counterfactuals (MIT Press, 2004)
- "New Grounds for Naive Truth Theory, " in J.C. Beall (ed.), Liars and Heaps (OUP, 2004)
- "Causal Relevance, " in Philosophical Issues 13 (2003)
- " De Facto Dependence, " Journal of Philosophy 99 (2002), pp. 130–148
- "Abstract Objects: A Case Study, " in Bottani et al (ed.), Individuals, essence & identity (Kluwer, 2002)
- "Go Figure: A Path Through Fictionalism, " Midwest Studies in Philosophy 25 (2002)
- "Coulda, Woulda, Shoulda, " T. Gendler and J. Hawthorne, ed. Conceivability and Possibility (OUP, 2001)
- (with Agustin Rayo) "Nominalism Through De-Nominalization, " Nous (2000)
- "A Paradox of Existence, " in T. Hofweber, ed. Empty Names, Fiction and the Puzzle of Existence (CSLI, 2000)
- "Apriority & Existence, " in P. Boghossian and C. Peacocke, ed. New Essays on the A Priori (OUP, 2000)
- "Seven Habits of Highly Effective Thinkers, " Proceedings of the 20th World Congress of Philosophy, vol. 11 (2000)
- "Superproportionality & Mind-Body Relations, " Theoria (2000)
- "A Reply to New Zeno, " in Analysis 60 (2000), pp. 148–151
- "Textbook Kripkeanism & the Open Texture of Concepts, " in Pacific Philosophical Quarterly 81 (2000), 98-122
- "Intrinsicness, " Philosophical Topics 26 (officially 1998, really 2000), pp. 479–504 reprinted in . R. Francescotti (ed) Companion to Intrinsic Properties (De Gruyter, 2014)
- «Does Ontology Rest on a Mistake?» Proceedings of the Aristotelian Society, Supp. Volume 72 (1998), pp. 229–261 reprinted in Kim, Sosa, and Korman, ed., Metaphysics: An Anthology (Blackwell, 2010)
- "Wide Causation, " Philosophical Perspectives 11 (1997), pp. 251–281
- «How in the World?» Philosophical Topics 24 (1996), pp. 255–286
- "Singling out Properties, " Philosophical Perspectives 9 (1995), pp. 477–502
- "Definitions, Consistent and Inconsistent, " Philosophical Studies 72 (1993), Special Issue on Definition, 147—175
- "Hop, Skip and Jump: The Agonistic Conception of Truth, " Philosophical Perspectives 7 (1993), pp. 371–396 33. "Paradox without Self-Reference, " Analysis 53 (1993), pp. 251–2
- «Is Conceivability a Guide to Possibility?» Philosophy & Phenomenological Research 53 (1993), pp. 1–42
- "Mental Causation, " Philosophical Review 101 (1992), pp. 245–280, reprinted in Philosopher’s Annual XV (1992), David Chalmers, ed. Philosophy of Mind: Classical and Contemporary Readings (Oxford 2002), Jorge Marroquin, El debate contemporáneo sobre la causación mental (UAA 2014 (Mexico)).,
- "Cause and Essence, " Synthese 93 (1992), pp. 403–449
- "The Real Distinction Between Mind & Body, " Canadian Journal of Philosophy, supp. vol. 16 (1990), 149—201
- "Identity, Essence, and Indiscernibility, " Journal of Philosophy 84 (1987), pp. 293–314, reprinted in Philosopher’s Annual X (1987), Kim & Sosa, ed., Metaphysics: An Anthology (Blackwell, 1999)
- "Truth and Reflection, " Journal of Philosophical Logic 14 (1985), pp. 297–349
- "Grounding, Dependence, and Paradox, " Journal of Philosophical Logic 11 (1982), pp. 117–137

### Рецензии, комментарии и т. п.
- Saul Kripke, Philosophical Troubles, in Journal of Philosophy (2013) • "Soames on Kripke, " Philosophical Studies (2007) • "Almog on Descartes’s Mind and Body, " Philosophy and Phenomenological Research (2005), p. 70
- "Tables Shmables, " review of D. Wiggins, Sameness & Substance Renewed, in TLS (2003)
- "Red, Bitter, Best, " critical notice of F. Jackson, From Metaphysics to Ethics, in Philosophical Books 41 (2000)
- "Self-Knowledge & Semantic Luck: Comments on Boghossian, " in Philosophical Issues (1999)
- "Concepts & Consciousness: Chalmers, The Conscious Mind, " in Philosophy & Phenom, Research (1999)
- "The Thing About the Figure in the Bathhouse, " review of A. Thomasson, Fiction & Metaphysics, TLS (1999)
- "Review of Alan Sidelle, Necessity, Essence, and Individuation, " Philosophical Review 101 (1992), 878—881
- "Essentialism, " Encyclopedia of Philosophy (1998)
- «Truth, Definite Truth, & Paradox» (comments on McGee), Journal of Philosophy 86 (1989), 539—541
- "Review of Graeme Forbes, The Metaphysics of Modality, " Journal of Philosophy 85 (1988), pp. 329–337 TO APPEAR
- (with Gideon Rosen) «Solving Caesar, with Metaphysics», in a collection for Crispin Wright, ed. A. Miller
- "Implication and Evidence, " Philosophical Studies
- A Truthmaker Semantics for (Some) Indicative Conditionals, " Analytic Philosophy
- "Knights, Knaves, Moore, Russell, Honesty, Effability, Truth, and Paradox, " volume for Raymond Smullyan